# Distretto di Lue Amnat
Il distretto di Lue Amnat (in thailandese: ลืออำนาจ) è un distretto (amphoe) della Thailandia, situato nella provincia di Amnat Charoen.